# Metrologie
Metrologie is de studie van meting, dat wil zeggen, van maten, meetprocessen en meetfouten. De term komt uit het Grieks; metros = maat; logos = woord, verhandeling.
Een meting is altijd een vergelijking, namelijk het vergelijken van de grootheid (maat) die je wilt kennen of bepalen, met die welke je denkt te kennen. De laatste is de referentiewaarde of de standaard. Het SI-stelsel kent zijn zeven basisgrootheden die worden vastgesteld in de nationale instituten voor de metrologie; in België is dit Bureau International de Métrologie Légale (BIML), een overheidsinstelling; in Nederland het VSL, een BV en een dochteronderneming van TNO Bedrijven. Het internationale bureau is Bureau International des Poids et Mesures (BIPM).
Het gaat in de metrologie uiteindelijk om de gelijkheid van gedefinieerde meeteenheden.
Dat wil zeggen dat een 'gemeten meter' in België en in Nederland en overal elders even lang moet zijn. Dat is natuurlijk nooit exact het geval (een fundamentele eigenschap van meten is de meetonzekerheid); maar de verschillen mogen in de praktijk van alledag geen problemen opleveren. De eisen die voor technische en vooral wetenschappelijke doeleinden gesteld worden aan de meetnauwkeurigheid, zijn soms vele malen groter dan die voor huis- tuin en keukengebruik.